# نیکون کولپیکس ال۳
نیکون کولپیکس ال۳ (به انگلیسی: Nikon Coolpix L3) یک دوربین عکاسی کامپکت ساخت شرکت نیکون است.